# Mike Hailwood
Stanley Michael Bailey Hailwood MBE GM, més conegut com a Mike Hailwood   (Great Milton, 2 d'abril de 1940 - Warwickshire, 23 de març de 1981), va ser un pilot de motociclisme i d'automobilisme anglès que va guanyar nou campionats del món de motociclisme (quatre de consecutius en 500cc) durant la dècada del 1960. Els seus nou campionats del món el situen, al costat de Carlo Ubbiali i Valentino Rossi, en el tercer lloc de la llista de guanyadors d'aquest campionat, només superats per Giacomo Agostini i Ángel Nieto. A banda, les seves 76 victòries en Gran Premi (14 d'elles al TT de l'Illa de Man) el situen en cinquè lloc a la llista de pilots per victòries.
Considerat sovint un dels millors pilots de motociclisme de tots els temps, a la seva època se'l coneixia com a Mike The Bike per la seva facilitat per a pilotar motocicletes de qualsevol cilindrada. Hailwood fou un dels pocs a haver competit al màxim nivell tant en Grans Premis de motociclisme com d'automobilisme. Va competir al mundial de motociclisme de 1958 a 1967 i a la Fórmula 1 en dues etapes entre 1963 i 1974. El 1978, a 38 anys, va tornar a les curses de motociclisme i va aconseguir una històrica victòria al TT de l'Illa de Man.
Mike Hailwood es va morir el 1981, al costat de la seva filla de nou anys, després d'un accident de trànsit a Warwickshire, Anglaterra. Al llarg de la seva vida va rebre nombrosos honors i distincions: entre d'altres, va rebre la medalla de l'Orde de l'Imperi Britànic (MBE, Member of the Order of the British Empire) i la George Medal. L'any 2000 va ser incorporat a títol pòstum al Saló de la Fama de MotoGP i al Saló de la Fama de la Motocicleta de l'AMA i el 2001, al Saló de la Fama Internacional dels esports de motor.

## Primers anys
Nascut a la Langsmeade House de Great Milton (Oxfordshire), Mike era l'únic fill de Stanley William Bailey Hailwood, un empresari milionari que, entre d'altres, dirigia una empresa de vendes d'automòbils i una reeixida distribuïdora de motocicletes. També havia estat pilot de curses abans de la Segona Guerra Mundial.
Mike Hailwood va tenir una infantesa còmoda; va aprendre a conduir una minimoto de petit en un camp a prop de casa seva. Es va educar a l'escola preparatòria Purton Stoke de Kintbury i al Nautical College de Pangbourne, on duia uniforme de cadet de la Royal Navy, però aviat ho va deixar estar i se'n va anar treballar durant una curta etapa a l'empresa familiar, fins que el seu pare l'envià a treballar a la Triumph.

## Carrera esportiva

### Motociclisme
Hailwood va veure la seva primera cursa de motocicletes a deu anys amb el seu pare i va assistir com a espectador per primera vegada a les curses del TT de l'illa de Man el 1956. Va debutar en competició el 22 d'abril de 1957 a Oulton Park, on fou onzè. El 1958 va guanyar el campionat ACU Stars en les categories de 125, 250 i 350cc, fet que li va valer el Pinhard Prize, un guardó que es concedeix anualment al motorista menor de 21 anys més destacat de l'any anterior. Fent equip amb Dan Shorey va guanyar la cursa de resistència Thruxton 500 i més tard va poder acabar quatre curses al TT, amb podi en una d'elles.
El 1961, Hailwood ja corria amb l'equip de fàbrica d'Honda, aleshores una marca emergent al mundial. El juny d'aquell any, al TT, va esdevenir el primer a guanyar-hi tres curses en una setmana en guanyar les de les categories de 125, 250 i 500cc. Va perdre l'oportunitat de guanyar la quarta en fallar-li el motor de l'AJS 350 mentre encapçalava la cursa. Al mundial, va guanyar el títol de 250cc amb la seva Honda de quatre temps i quatre cilindres.
El 1962, Hailwood va signar amb MV Agusta, amb la qual va guanyar quatre campionats del món de 500cc consecutius entre aquell any i el 1965. Va ser el primer a haver-ho aconseguit mai, tot i que ja a partir de 1966, Giacomo Agostini va començar a enfilar una sèrie de set campionats consecutius que va superar el seu rècord.
El febrer de 1964, durant els entrenaments del Gran Premi dels Estats Units, Hailwood va establir un nou rècord de velocitat en una hora amb la MV 500 tot enregistrant una velocitat mitjana de 144,8 mph (233 km/h) al circuit de Daytona. El rècord anterior, de 143 mph (230 km/h), l'havia establert Bob McIntyre el 1957 amb una Gilera de 350cc a Monza. Després d'establir el rècord al matí, Hailwood va guanyar la cursa a la tarda.
Durant el 1965, Hailwood va participar en curses puntuals al Regne Unit amb l'equip del distribuïdor de BSA Tom Kirby. Sota una pluja intensa, va guanyar la Hutchinson 100 Production (la cèlebre 'Hutch') al circuit de Silverstone amb una BSA Lightning Clubman inscrita per Kirby, superant les Triumph Bonneville inscrites per Syd Lawton. La Hutch era la principal cursa per a models de producció de l'època, al costat de la Thruxton 500, per la qual cosa era molt important que els fabricants hi demostressin el potencial competitiu dels seus nous models. Com que es tractava de curses de producció obertes a tots els participants, els equips de fàbrica "oficials" no hi podien córrer, sinó que les motocicletes eren preparades i inscrites a través dels principals distribuïdors dels diversos fabricants. Les BSA Lightning Clubman les van pilotar Hailwood (que duia el número 1 al carenat) i el pilot de fàbrica Tony Smith, mentre que les Triumph Bonneville les pilotaren el campió del món Phil Read i el treballador de la fàbrica Percy Tait. Les condicions meteorològiques eren dolentes i Smith es va retirar al relliscós Stowe Corner. Hailwood va fer una volta a 83 mph (134 km/h) i va guanyar còmodament.
Després dels seus èxits amb MV Agusta, Hailwood va tornar a Honda i va guanyar quatre títols mundials més els anys 1966 i 1967 en les categories de 250 i 350cc. El 1966, a la cursa 'Motor Cycle 500' de Brands Hatch, va exhibir una Honda CB450 Black Bomber equipada amb carenat esportiu, però no va poder córrer a la categoria de 500cc en considerar la FIM que la moto no es podia classificar com a unitat de producció pel fet de disposar de dos arbres de lleves a la culata.
Hailwood va tenir un gran èxit al TT. El 1967, quan ja havia guanyat 12 vegades al Mountain Course, va guanyar el Senior TT contra el seu gran rival, Giacomo Agostini. En aquella cursa, considerada per molts historiadors com a la cursa del TT més dramàtica de tots els temps, va establir amb l'Honda RC181 un rècord de volta de 108,77 mph (175,05 km/h) que es va mantenir imbatut durant els següents vuit anys.
Després de patir diverses avaries el 1967, Hailwood tenia la intenció de tornar a signar per Honda sempre que les motos de 1968 el satisfessin. En aquells moments residia a Sud-àfrica, on va crear una empresa constructora associat amb l'antic pilot de motociclisme Frank Perris (l'empresa va acabar la seva primera casa a l'octubre de 1967 i va arribar a vendre'n una a l'antic campió Jim Redman). Hailwood va declarar a Motorcycle Mechanics que fins i tot en el cas que Honda no li oferís motos adients, no canviaria de marca i preferiria retirar-se abans d'hora un cop acabada la temporada de 1968.
Finalment, Honda es va retirar dels Grans Premis el 1968, però va pagar a Hailwood 50.000 lliures (l'equivalent a més de 870.000 lliures a data del 2020) perquè no pilotés per a cap altre equip als Grans Premis, amb l'esperança de mantenir-lo com a pilot quan la marca tornés a la competició.
Hailwood va continuar pilotant les Honda durant els anys 1968 i 1969 en curses puntuals fora del campionat del món, entre elles les de la Temporada Romagnola a Itàlia, de vegades lluint un inusual casc argentat, fins i tot fent servir una moto amb motor Honda de 500 cc i bastidor especial encarregat per ell de forma privada. De fet, un dels punts flacs de les Honda en aquella època era l'estabilitat, especialment el bastidor. Durant una edició del Gran Premi dels Països Baixos a Assen, en queixar-se Hailwood del xassís de la seva Honda, els tècnics japonesos li preguntaren quina era la moto que s'aguantava més bé; Hailwood contestà: «la Bultaco» i els japonesos, havent-li'n demanat permís a Paco Bultó, anaren al box de la marca catalana i fotografiaren la TSS per totes bandes.

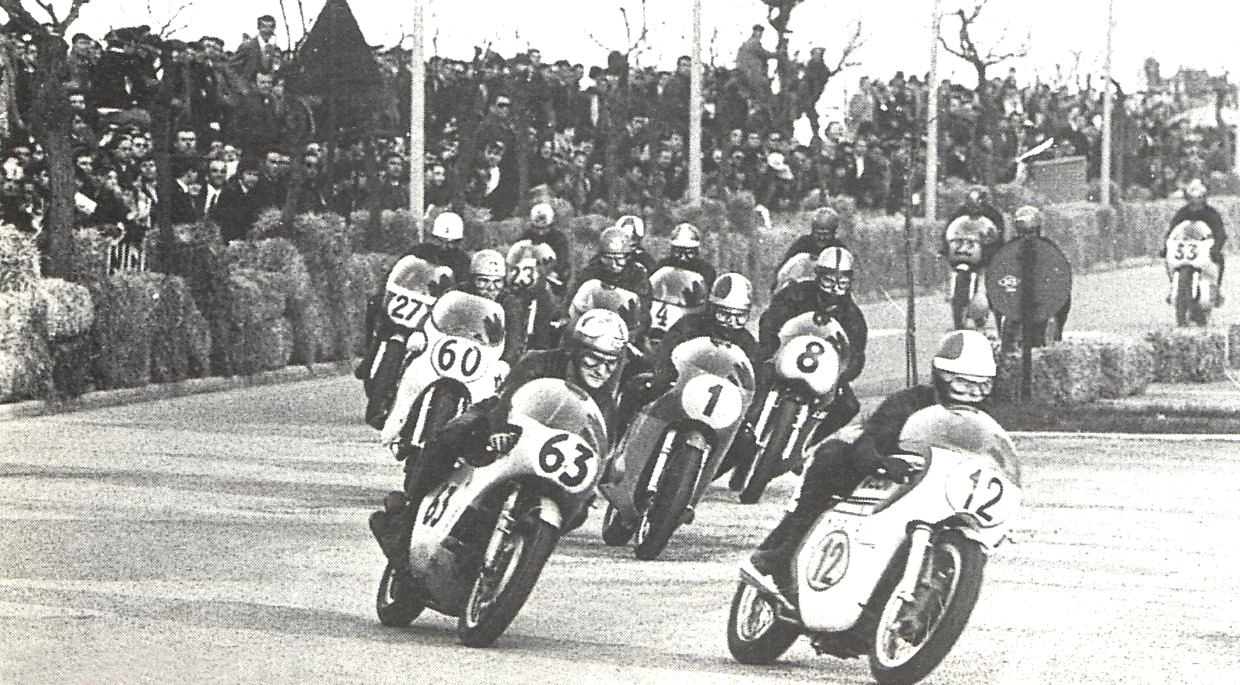
Inici de la cursa de 500cc a Riccione a la Temporada Romagnola de 1969. En primer terme, Hailwood (Honda RC 181 n. 63) i Agostini (MV Agusta 3C n. 1)

Hailwood va participar també en comptades curses al Regne Unit durant aquell bienni: el 1968 va córrer a la cursa post-TT de Mallory Park amb una Honda i el 1969 va córrer a la Race of the Year del mateix circuit amb una Seeley. Tot amb tot, en aquella època ja havia començat a córrer amb cotxes i en no poder entrar en cap altre equip de fàbrica capaç de competir amb les MV Agusta, va decidir de dedicar-se a les curses d'automobilisme. El 1969 va acabar tercer a la classificatòria de les 24 hores de Le Mans com a copilot de David Hobbs amb un Ford GT40.
El 1970, Hailwood va tornar momentàniament al motociclisme, aquesta vegada amb l'equip de BSA pilotant una Rocket 3 a la Daytona 200 de Florida com a part d'un fort equip de BSA/Triumph. Mentre es col·locava al capdavant de la cursa, la moto va fallar a causa del sobreescalfament. Hailwood va tornar a córrer amb BSA a la Daytona 200 de 1971 i va obtenir lloc a la primera fila de la graella. Va encapçalar la cursa però va tornar a tenir avaria. Anys a venir, el 3 de juny de 2002, el seu fill David va completar una volta d'exhibició al Mountain Course de l'Illa de Man amb la BSA Rocket 3 que va pilotar Mike el 1971 a Daytona, amb grans lletres "H" en lloc de números a la placa porta-números. David va caure a poca velocitat mentre saludava els espectadors a Governor's Bridge, un revolt tancat a prop del final del recorregut de 37 milles.

### Automobilisme

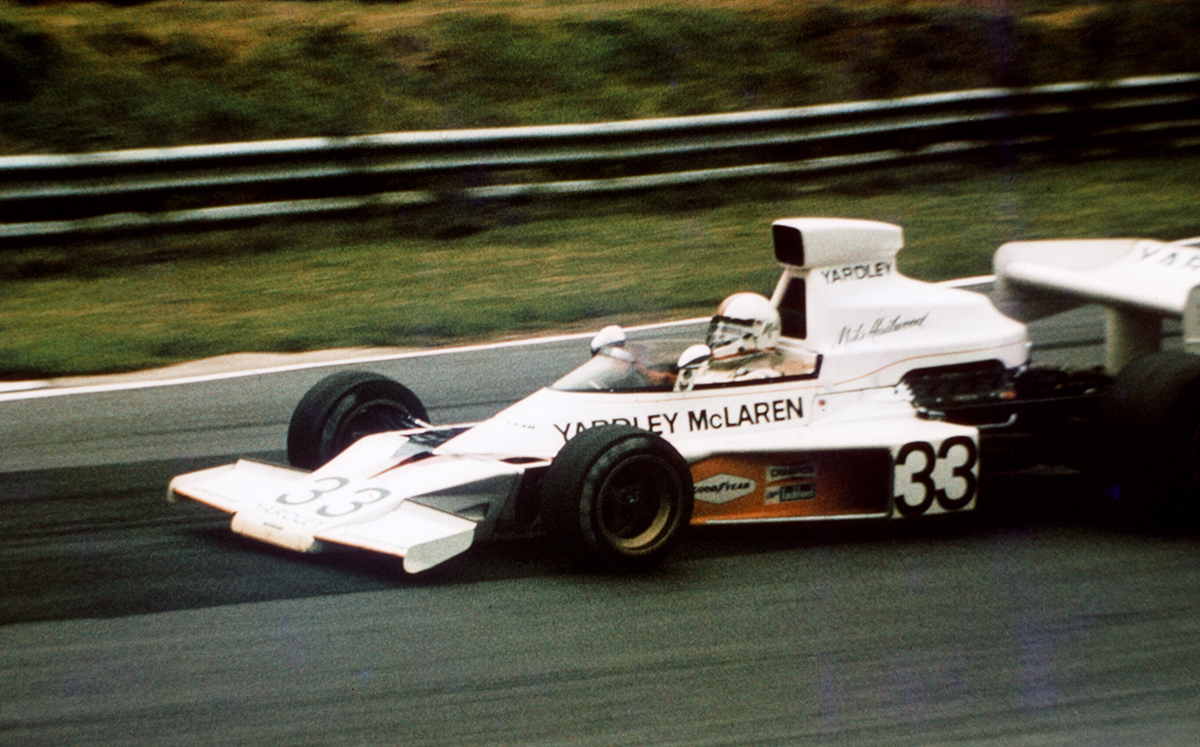
Mike Hailwood conduint un McLaren M23 personalitzat per Yardley a Brands Hatch el 1974

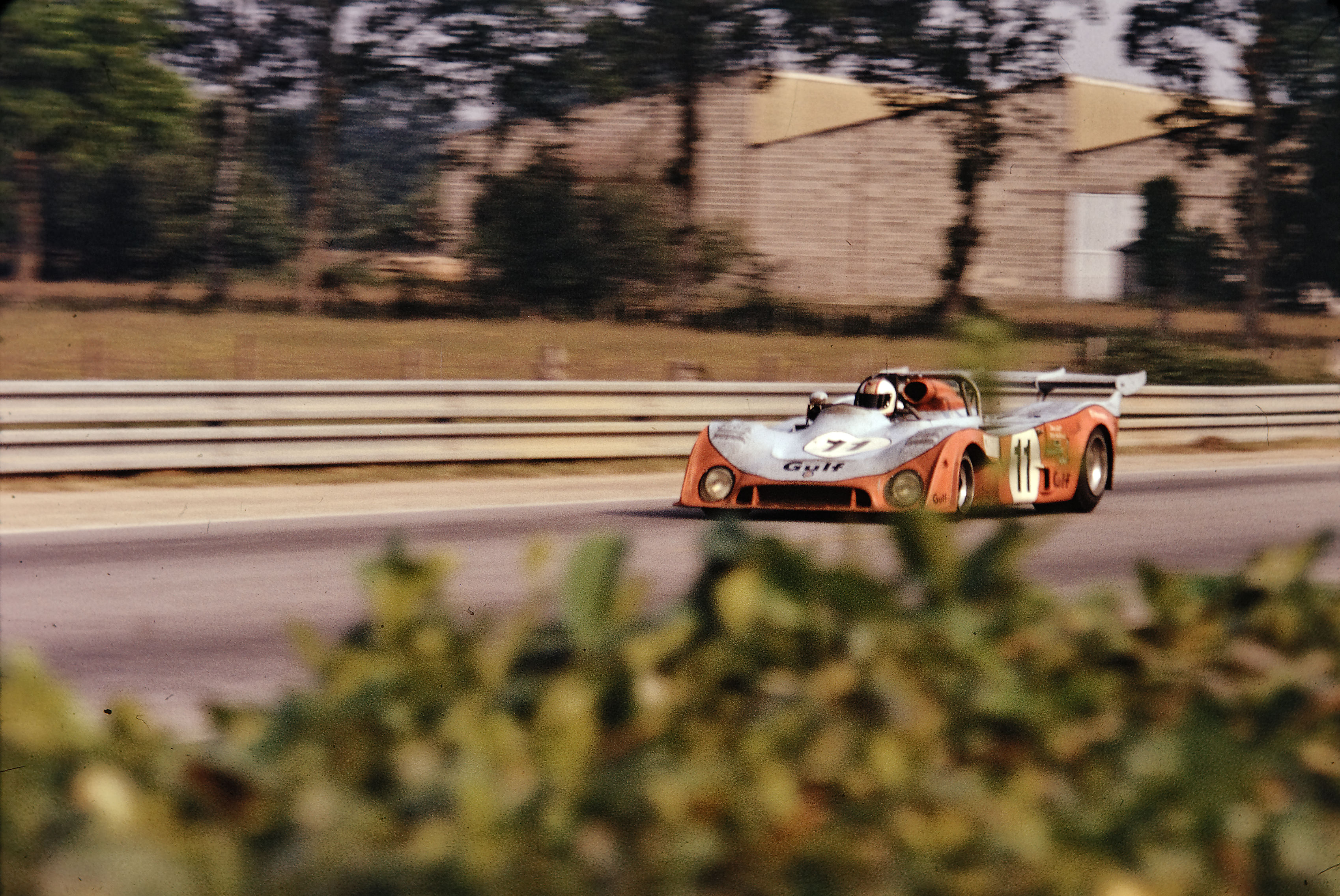
Hailwood amb el Gulf Mirage GR que va pilotar amb Derek Bell a les 24 Hores de Le Mans de 1974

Durant la seva carrera dins l'automobilisme, Hailwood va córrer a la Fórmula 1 i a curses internacionals de cotxes esportius, però mai no va aconseguir el mateix nivell d'èxits que havia tingut al motociclisme. Va participar en un total de 50 Grans Premis de Fórmula 1, començant amb una fase inicial entre 1963 i 1965 (va debutar al Gran Premi de Gran Bretanya el 20 de juliol) i tornant-hi de 1971 a 1974. Com a balanç final, en tots aquells anys va aconseguir dos podis i un total de 29 punts al campionat. De fet, dins el món de la Fórmula 1, Hailwood és conegut sobretot per haver salvat la vida del pilot Clay Regazzoni al Gran Premi de Sud-àfrica de 1973.
Hailwood es va inscriure a les 24 Hores de Daytona de 1966 com a copilot del Ferrari d'Innes Ireland, però Ireland va abandonar després de tenir problemes amb la caixa de canvis quan duia tres hores i mitja de cursa, de manera que Hailwood no va poder córrer. Més tard va aconseguir un podi a les 24 Hores de Le Mans de 1969, on fou tercer fent equip amb David Hobbs.
Al Gran Premi d'Itàlia de 1971, Hailwood va lluitar per la victòria en la primera carrera de Fórmula 1 que corria en sis anys. Els cinc primers classificats van acabar amb només 0,61 segons de diferència i Hailwood va quedar quart, a 0,18 segons del guanyador Peter Gethin. El 1972 va guanyar el campionat d'Europa de Fórmula 2. Hailwood va córrer tres temporades completes al campionat europeu Shellsport F5000 (de 1969 a 1971) i va ser segon al campionat de Tasmània F5000 de 1972 en què va conduir un cotxe amb xassís Surtees TS8 de F1 amb motor de F5000.
Al Gran Premi de Sud-àfrica de 1973, Hailwood va córrer a treure Clay Regazzoni del seu cotxe en flames després que tots dos xoquessin a la tercera volta durant la cursa. El vestit de curses de Hailwood es va incendiar, però després que un bomber li extingís el foc va tornar per ajudar a rescatar Regazzoni, un acte pel qual va rebre la George Medal, el segon premi més important al coratge que es pot concedir a un civil britànic.
El 1974 va conduir un McLaren M23 de fàbrica patrocinat per l'empresa de cosmètica Yardley i, de vegades, va superar al líder de l'equip Emerson Fittipaldi. Hailwood va abandonar la Fórmula 1 després d'haver-se lesionat greument al Gran Premi d'Alemanya de 1974, a Nürburgring, i es va retirar a Nova Zelanda, on va participar en un negoci d'enginyeria marina juntament amb l'antic director de McLaren Phil Kerr.
Hailwood va ser el protagonista de This Is Your Life el 1975, quan va ser sorprès pel presentador Eamonn Andrews.

### Tornada al motociclisme
El 1977, Hailwood havia viatjat a Austràlia per a pilotar una Ducati de gran cilindrada en curses de llarga distància, així com una Yamaha en una cursa de 30 voltes i altres models en curses de motos històriques. Havent-hi obtingut cert èxit, a l'abril de 1978 va participar en una cursa de 3 hores amb l'australià Jim Scaysbrook de copilot. També a l'abril, Hailwood va participar per primera vegada al Gran Premi d'Austràlia amb una Yamaha 750 que més tard volia pilotar a la cursa Classic TT de l'illa de Man.
El maig de 1978, durant una cursa de motociclisme a Donington Park, Hailwood va exhibir la Yamaha XS1100 amb carenat complet en colors Martini que volia emprar per tal de tornar a familiaritzar-se amb el Mountain Course del TT, el qual havia patit diverses modificacions des dels temps en què ell hi havia corregut a finals de la dècada del 1960. Martini havia de patrocinar la majoria de les seves motos de cursa TT, que li proporcionava l'importador de Yamaha al Regne Unit, Mitsui. Hailwood es va quedar el dilluns següent per a provar les seves Yamaha TZ750, TZ500 i TZ250 de competició juntament amb la Ducati de F1 TT que havia provat prèviament sota la pluja a Oulton Park.

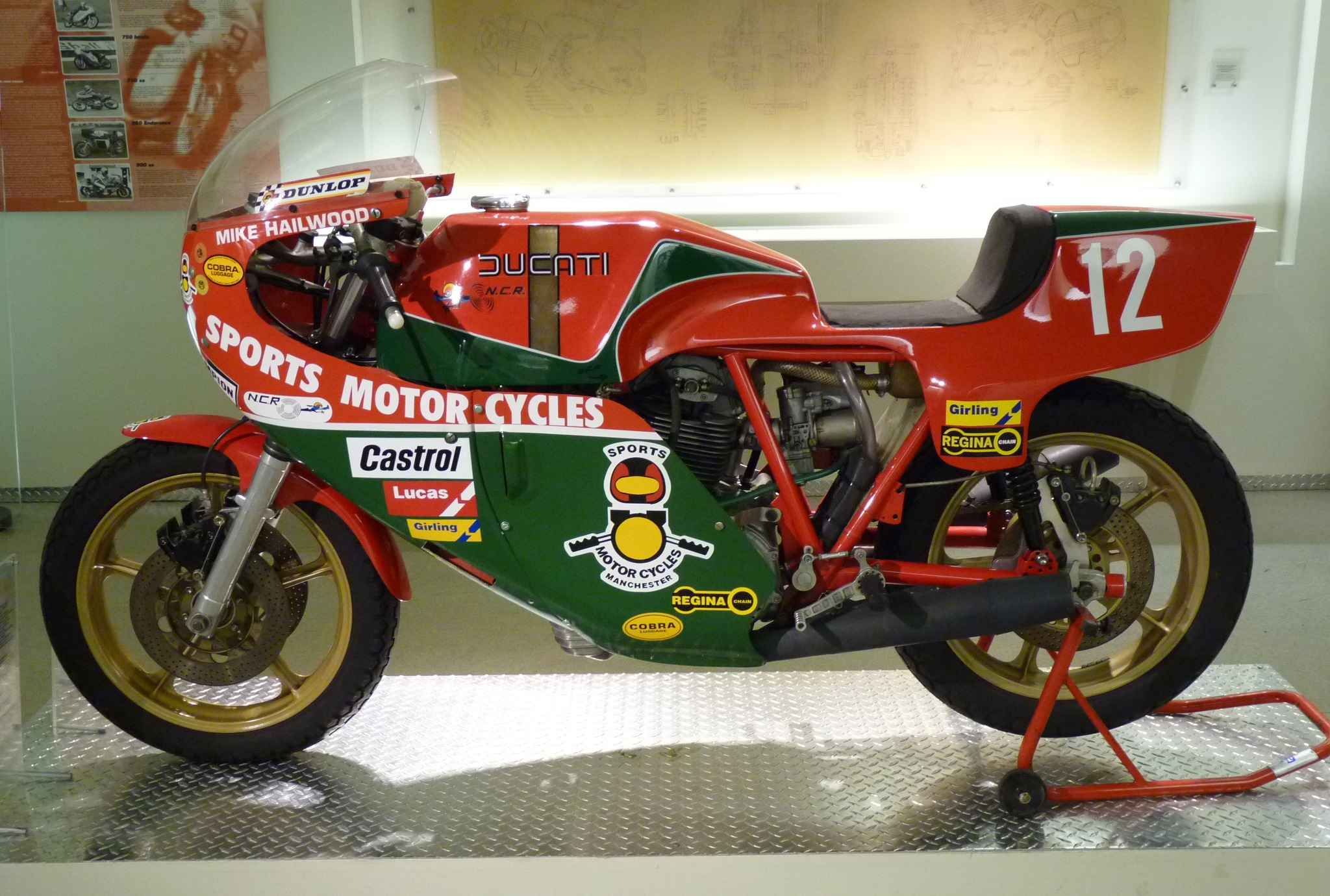
Reproducció de la Ducati 900SS amb què va guanyar el TT de 1978

El 3 de juny de 1978, després d'una pausa d'onze anys pel que fa al motociclisme convencional, Hailwood va tornar al TT de l'illa de Man per a disputar la cursa de Fórmula 1, una categoria reservada a models de carretera de gran cilindrada per a la qual s'havia creat el 1977 un Campionat del Món. Pocs observadors pensaven que, als seus 38 anys i després d'una absència tan llarga, fos encara competitiu al TT, però, amb la Ducati 900SS que li havia proporcionat el concessionari de Manchester Sports Motorcycles, Hailwood va guanyar la cursa de F1.
Pel que fa a les altres categories, on va córrer amb motos que li havia proporcionat Yamaha NV, dels Països Baixos, Hailwood va acabar dotzè al Junior TT (250cc) i vint-i-vuitè al Senior TT (500cc); a la cursa del Classic TT (1000cc), es va veure afectat per un amortidor de direcció defectuós i es va haver de retirar. La seva fita al TT d'aquell any li va valdre el guardó Man of the Year ('Home de l'any'), elegit per una votació pública organitzada pel setmanari Motorcycle News.
Després de les curses del TT al juny, Hailwood va tornar a competir a Austràlia amb Jim Scaysbrook a la Castrol Six Hour i el 1979 va córrer les 3 Hores d'Adelaida.
Hailwood va tornar a córrer al TT de Man el 1979 i poc després es va retirar definitivament de les competicions, a 39 anys. En aquella darrera aparició a l'Illa de Man va guanyar, amb una Suzuki RG500 de dos temps, el Senior TT. Aleshores va optar per utilitzar la mateixa moto a la cursa Unlimited Classic i va arribar a encapçalar-la al costat d'Alex George (aquest, amb una Honda de 1100 cc) durant les sis voltes al circuit. Tots dos van córrer separats per un o dos minuts de diferència i, durant la cursa, rarament els separaven uns quants segons a cada volta; Hailwood va perdre per només dos segons.

## Mort

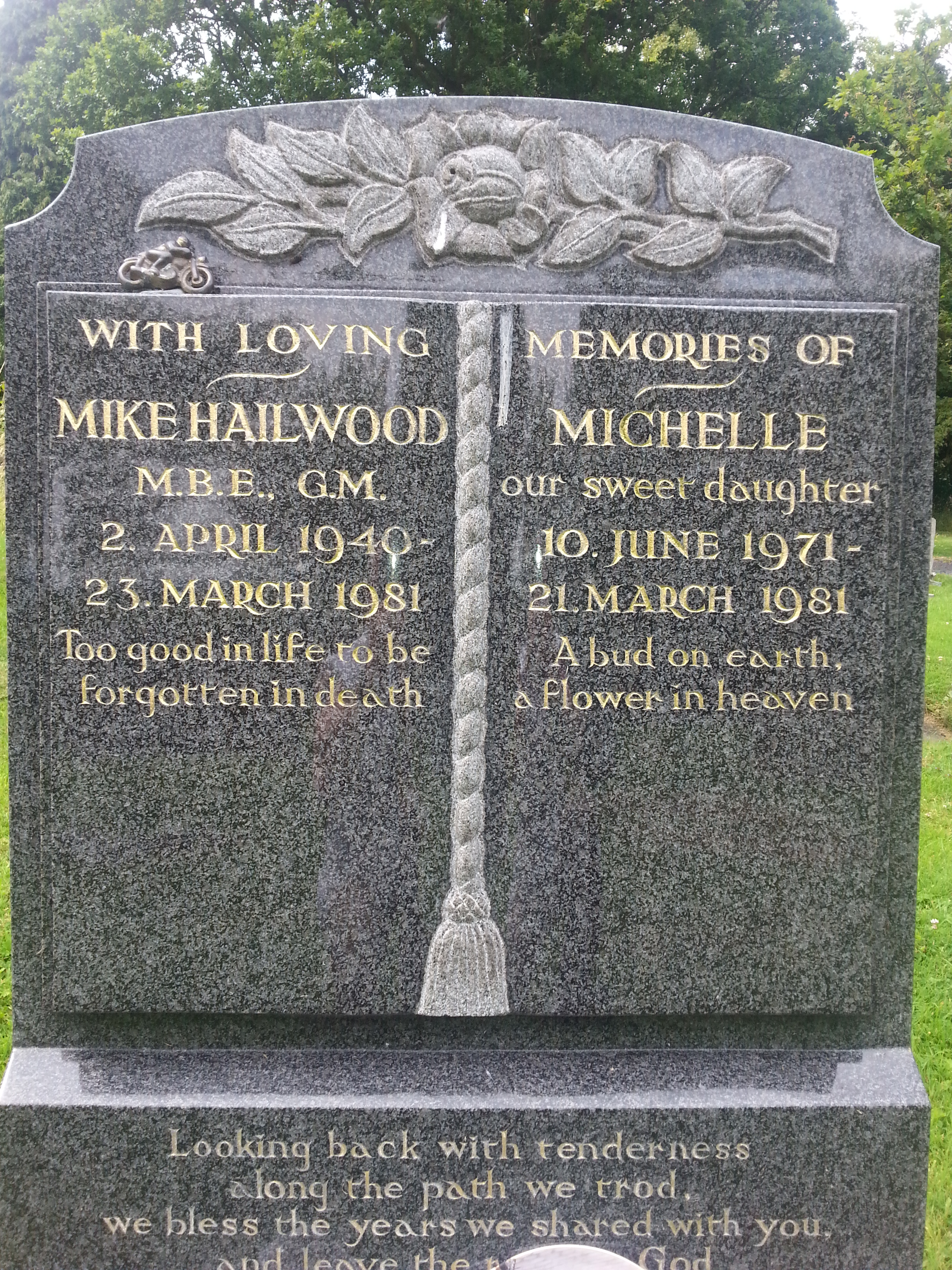
La tomba de Mike i Michelle Hailwood a l'església de St Mary Magdalene, a Tanworth-in-Arden

Un cop retirat, a finals de 1979 Hailwood va establir a Birmingham, en col·laboració amb l'antic pilot Rodney Gould, un concessionari de motocicletes Honda anomenat Hailwood and Gould.
El dissabte 21 de març de 1981, Hailwood va agafar el seu Rover SD1 i se'n va anar amb els seus fills Michelle i David a comprar fish and chips. Quan tornaven per la carretera A435 d'Alcester a l'alçada de Portway (Warwickshire), prop de casa seva a Tanworth-in-Arden, un camió va fer un gir il·legal tot travessant les barreres cap a la mitjana de l'autovia i Hailwood hi va xocar. Michelle, de nou anys, es va morir a l'acte. Mike i David van ser traslladats a l'hospital, on Mike es va morir dos dies després a causa de les greus ferides internes. Tenia 40 anys. David va sobreviure amb ferides lleus. El conductor del camió va ser multat amb 100 lliures.
Hailwood havia afirmat que un endeví de Sud-àfrica li va dir una vegada que no viuria fins als 40 anys i que un camió el mataria. Aquesta història la va recollir Elizabeth McCarthy el 1981 en unes memòries en què explicava la seva relació amb Hailwood, a qui havia conegut al Gran Premi del Canadà de 1967. Quan l'anglès li va demanar de casar-se, ella va respondre que dubtava a fer-ho, que no volia casar-se amb algú que es podia matar en qualsevol cursa de cap de setmana. Aleshores, Hailwood li va explicar la seva història i va dir: «Em matarà un d'aquests maleïts camions, així que, ja ho veus, no passarà en un circuit».

## Llegat
Fins al 2011 es va celebrar anualment el "Mike Hailwood Memorial Run", una desfilada motociclista que sortia de l'antiga fàbrica de Norton a Aston, Birmingham, i arribava a Portway, on es va produir l'accident, per anar tot seguit a una missa celebrada en memòria del campió a l'església de Tanworth-in-Arden.
Hailwood es va retirar amb 76 victòries i 112 podis en Gran Premi, 14 victòries al TT de l'Illa de Man i 9 Campionats del Món. Només en la categoria reina, els 500cc, va obtenir 37 victòries i 48 podis en Gran Premi, 6 victòries al TT i 4 Campionats del Món.

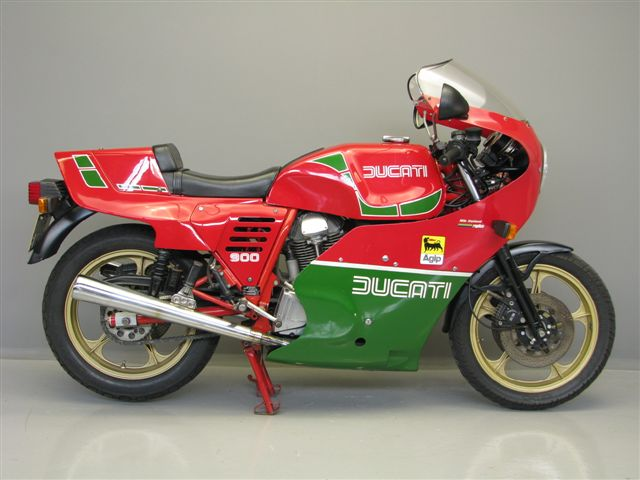
Una Ducati 900 Mike Hailwood Replica de 1984

El 1979 va ser guardonat amb el Trofeu Segrave «en reconeixement de les seves gestes al TT de l'Illa de Man en les curses Senior i Classic», i el seu amic íntim Ted Macauley va rebre també una medalla especial Segrave. Hailwood va ser el responsable d'una petita organització benèfica, la Joan Seeley Pain Relief Memorial Trust, anomenada així en homenatge a la primera muller de Colin Seeley, Joan, que es va morir el 1979.
La FIM el va nomenar MotoGP Legend l'any 2000. Va ser incorporat al Saló de la Fama de la Motocicleta de l'AMA aquell any mateix i al Saló de la Fama Internacional dels esports de motor el 2001.
Després de la seva victòria a la cursa de Fórmula 1 del TT de l'illa de Man de 1978, Ducati va posar a la venda un model Mike Hailwood Replica basat en la seva 900SS. Se'n van vendre unes 7.000.
El 1981, una secció del Snaefell Mountain Course va ser anomenada Hailwood's Rise; la secció portava al punt més alt, el Hailwood's Height. El 1984, la seva vídua Pauline Hailwood va obrir oficialment el Mike Hailwood Centre, un edifici polivalent situat a la cèlebre tribuna del TT de Douglas que serveix de punt d'avituallament durant el TT i el Manx Grand Prix. Gestionat per la Mike Hailwood Foundation, una organització benèfica amb seu a l'illa de Man, compta amb voluntaris i també promou les curses i dona suport a motociclistes novells.

## Vida personal

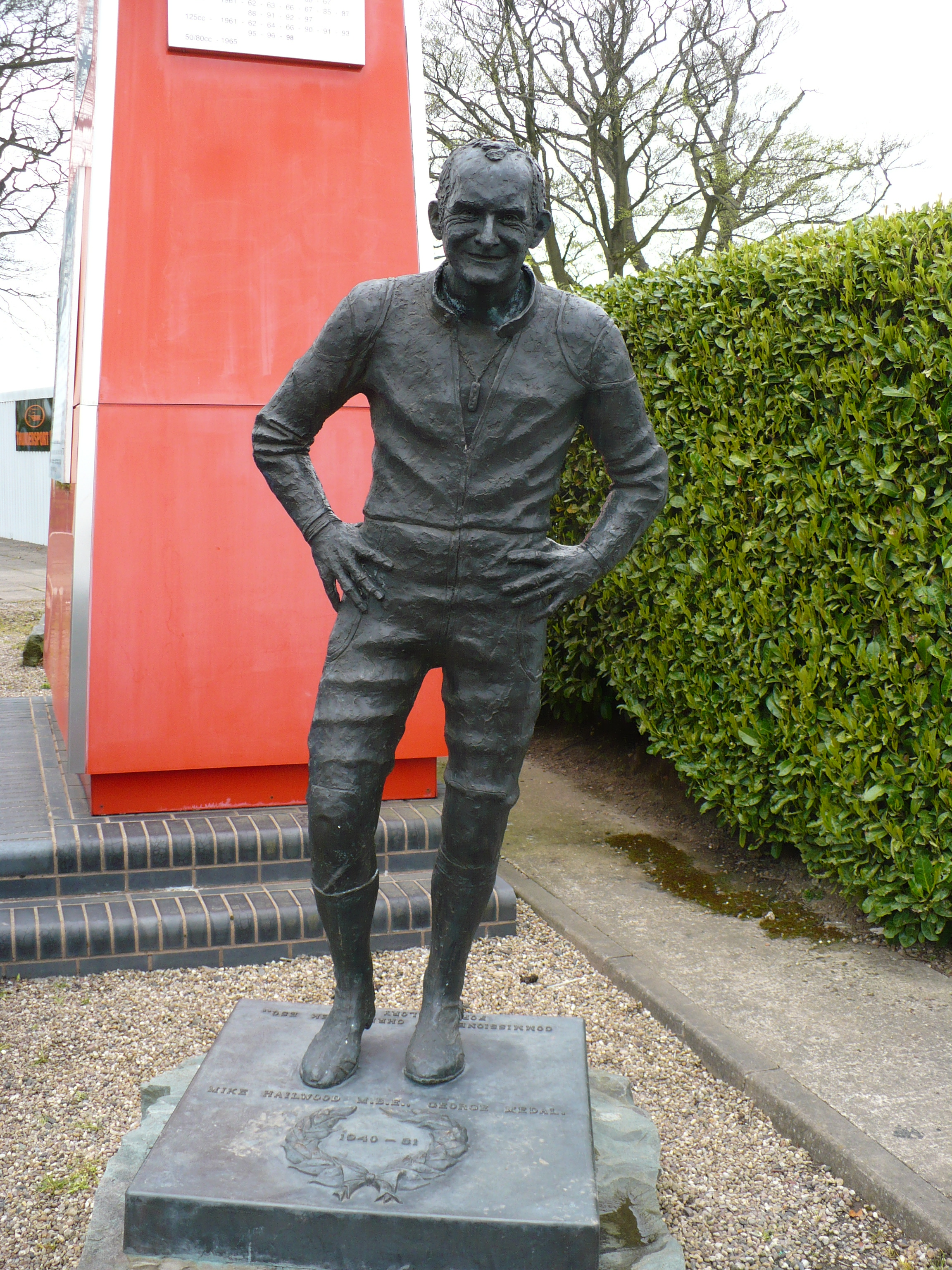
Monument a Mike Hailwood a Mallory Park

Procedent d'un entorn pròsper, durant la seva primera etapa motociclista Hailwood havia gaudit d'un estil de vida privilegiat i, fins i tot abans de passar de MV a Honda el 1966, era el pilot més ben pagat del món. Va dur un estil de vida de "playboy" com a membre de la jet-set i recorria 48.000 km de carretera i 260.000 d'aeris a l'any tot viatjant a circuits d'arreu del món mentre vivia al seu pis de solter de Heston, a l'oest de Londres, on guardava els seus potents cotxes esportius.
El 1964, juntament amb el comentarista i periodista britànic Murray Walker, va publicar el llibre The Art of Motorcycle Racing, el qual fou traduït al castellà i publicat com a part del compendi Motos. Carreras de velocidad. Moto-Cross. Trial per l'editorial barcelonina Hispano Europea el 1975.
Després de traslladar-se a Sud-àfrica el 1967, va declarar a Motorcycle Mechanics el 1968 que només s'hi estaria el mateix temps que s'hi havia estat els vuit anys anteriors, quan hi passava dos mesos a l'hivern allotjat a la granja del pilot Paddy Driver, a prop de Johannesburg. Hailwood també va declarar «I pel que fa al matrimoni, tot això són ximpleries!»
Hailwood es va casar amb Pauline, model de professió, l'11 de juny de 1975, després d'uns quants anys de relació. Amb ella va tenir dos fills: Michelle (1971-1981) i David. Pauline Hailwood es va morir el juny de 2020 arran d'una malaltia.

## Resultats al Mundial de motociclisme
Barem de puntuació de 1950 a 1968:
| Posició | 1 | 2 | 3 | 4 | 5 | 6 |
| Punts   | 8 | 6 | 4 | 3 | 2 | 1 |

(Ids. Grans Premis | Llegenda) (Curses en negreta indiquen pole; curses en  itàlica indiquen volta ràpida)
| Any  | Categoria | Equip          | 1      | 2      | 3      | 4      | 5      | 6      | 7      | 8     | 9      | 10     | 11     | 12    | 13     | Punts | Posició | Victòries |
| ---- | --------- | -------------- | ------ | ------ | ------ | ------ | ------ | ------ | ------ | ----- | ------ | ------ | ------ | ----- | ------ | ----- | ------- | --------- |
| 1958 | 125 cc    | Paton          | IOM 7  | DTT -  | BEL -  | GER -  | SWE -  | ULS -  | NAT -  |       |        |        |        |       |        | 0     | -       | 0         |
| 1958 | 250 cc    | NSU            | IOM 3  | DTT 4  |        | GER -  | SWE 2  | ULS -  | NAT -  |       |        |        |        |       |        | 13    | 4t      | 0         |
| 1958 | 350 cc    | Norton         | IOM 12 | DTT 5  | BEL -  | GER 4  | SWE 3  | ULS -  | NAT -  |       |        |        |        |       |        | 9     | 6è      | 0         |
| 1958 | 500 cc    | Norton         | IOM 13 | DTT -  | BEL -  | GER -  | SWE -  | ULS -  | NAT -  |       |        |        |        |       |        | 0     | -       | 0         |
| 1959 | 125 cc    | Ducati         |        | IOM 3  | GER 3  | DTT 3  | BEL -  | SWE 4  | ULS 1  | NAT - |        |        |        |       |        | 20    | 3r      | 1         |
| 1959 | 250 cc    | Mondial        |        | IOM NC | GER 5  | DTT 4  |        | SWE 5  | ULS 2  | NAT - |        |        |        |       |        | 13    | 5è      | 0         |
| 1959 | 350 cc    | Norton         | FRA -  | IOM NC | GER -  |        |        | SWE -  | ULS -  | NAT - |        |        |        |       |        | 0     | -       | 0         |
| 1959 | 500 cc    | Norton         | FRA -  | IOM NC | GER -  | DTT -  | BEL -  |        | ULS -  | NAT - |        |        |        |       |        | 0     | -       | 0         |
| 1960 | 125 cc    | Ducati         |        | IOM NC | DTT -  | BEL 6  |        | ULS -  | NAT -  |       |        |        |        |       |        | 1     | 10è     | 0         |
| 1960 | 250 cc    | Ducati Mondial |        | IOM NC | DTT 5  | BEL 4  | GER -  | ULS 4  | NAT -  |       |        |        |        |       |        | 8     | 5è      | 0         |
| 1960 | 350 cc    | AJS            | FRA -  | IOM NC | DTT -  |        |        | ULS -  | NAT -  |       |        |        |        |       |        | 0     | -       | 0         |
| 1960 | 500 cc    | Norton         | FRA -  | IOM 3  | DTT 5  | BEL 4  | GER -  | ULS -  | NAT 3  |       |        |        |        |       |        | 13    | 6è      | 0         |
| 1961 | 125 cc    | Honda          | ESP 4  | GER -  | FRA 4  | IOM 1  | DTT NC | BEL NC | DDR NC | ULS 5 | NAT -  | SWE -  | ARG -  |       |        | 16    | 6è      | 1         |
| 1961 | 250 cc    | Honda          | ESP -  | GER -  | FRA 2  | IOM 1  | DTT 1  | BEL 3  | DDR 1  | ULS 2 | NAT 2  | SWE 1  | ARG -  |       |        | 44    | 1r      | 4         |
| 1961 | 350 cc    | AJS            |        | GER -  |        | IOM NC | DTT -  |        | DDR -  | ULS - |        |        |        |       |        | 6     | 8è      | 0         |
| 1961 | 350 cc    | MV Agusta      |        |        |        |        |        |        |        |       | NAT 2  | SWE -  |        |       |        | 6     | 8è      | 0         |
| 1961 | 500 cc    | Norton         |        | GER 4  | FRA 2  | IOM 1  | DTT 2  | BEL 2  | DDR 2  | ULS 2 |        |        |        |       |        | 40    | 2n      | 2         |
| 1961 | 500 cc    | MV Agusta      |        |        |        |        |        |        |        |       | NAT 1  | SWE 2  | ARG -  |       |        | 40    | 2n      | 2         |
| 1962 | 125 cc    | EMC            | ESP 4  | FRA -  | IOM NC | DTT 5  | BEL 4  | GER 3  | ULS -  | DDR - | NAT -  | FIN -  | ARG -  |       |        | 12    | 5è      | 0         |
| 1962 | 250 cc    | Benelli        | ESP -  | FRA -  | IOM NC | DTT -  | BEL -  | GER -  | ULS -  | DDR - | NAT -  |        | ARG -  |       |        | 0     | -       | 0         |
| 1962 | 350 cc    | MV Agusta      |        |        | IOM 1  | DTT 2  |        |        | ULS -  | DDR 2 | NAT -  | FIN -  |        |       |        | 20    | 3r      | 1         |
| 1962 | 500 cc    | MV Agusta      |        |        | IOM 12 | DTT 1  | BEL 1  |        | ULS 1  | DDR 1 | NAT 1  | FIN -  | ARG -  |       |        | 40    | 1r      | 5         |
| 1963 | 250 cc    | MZ             | ESP -  | GER -  | IOM -  | DTT -  | BEL -  | ULS -  | DDR 1  |       | NAT -  | ARG -  | JPN -  |       |        | 8     | 8è      | 1         |
| 1963 | 350 cc    | MV Agusta      |        | GER -  | IOM NC | DTT 2  |        | ULS 2  | DDR 1  | FIN 1 | NAT -  |        |        |       |        | 28    | 2n      | 2         |
| 1963 | 500 cc    | MV Agusta      |        |        | IOM 1  | DTT -  | BEL 1  | ULS 1  | DDR 1  | FIN 1 | NAT 1  | ARG 1  |        |       |        | 56    | 1r      | 7         |
| 1964 | 350 cc    | MV Agusta      |        | IOM -  | DTT 2  |        | GER -  | DDR -  | ULS -  | FIN - | NAT -  | JPN 2  |        |       |        | 12    | 4t      | 0         |
| 1964 | 500 cc    | MV Agusta      | USA 1  | IOM 1  | DTT 1  | BEL 1  | GER 1  | DDR 1  | ULS -  | FIN - | NAT 1  |        |        |       |        | 40    | 1r      | 7         |
| 1965 | 250 cc    | Honda          | USA -  | GER -  | ESP -  | FRA -  | IOM -  | DTT -  |        | DDR - | CZE -  | ULS -  | FIN -  | NAT - | JPN 1  | 8     | 10è     | 1         |
| 1965 | 350 cc    | MV Agusta      |        | GER 2  |        |        | IOM NC | DTT 2  |        | DDR - | CZE -  | ULS -  | FIN -  | NAT - | JPN 1  | 20    | 3r      | 1         |
| 1965 | 500 cc    | MV Agusta      | USA 1  | GER 1  |        |        | IOM 1  | DTT 1  | BEL 1  | DDR 1 | CZE 1  | ULS -  | FIN -  | NAT 1 |        | 48    | 1r      | 8         |
| 1966 | 125 cc    | Honda          | ESP -  | GER -  |        | DTT -  |        | DDR -  | CSR -  | FIN - | ULS -  | IOM 6  | NAT -  | JPN - |        | 1     | 15è     | 0         |
| 1966 | 250 cc    | Honda          | ESP 1  | GER 1  | FRA 1  | DTT 1  | BEL 1  | DDR 1  | CZE 1  | FIN 1 | ULS -  | IOM 1  | NAT 1  | JPN - |        | 56    | 1r      | 10        |
| 1966 | 350 cc    | Honda          |        | GER 1  | FRA 1  | DTT 1  | BEL -  |        | CZE 1  | FIN 1 | ULS 1  | IOM NC | NAT -  | JPN - |        | 48    | 1r      | 6         |
| 1966 | 500 cc    | Honda          |        | GER -  |        | DTT NC | BEL NC | DDR NC | CZE 1  | FIN 2 | ULS 1  | IOM 1  | NAT NC |       |        | 30    | 2n      | 3         |
| 1967 | 250 cc    | Honda          | ESP NC | GER NC | FRA 3  | IOM 1  | DTT 1  | BEL 2  | DDR NC | CZE 3 | FIN 1  | ULS 1  | NAT NC | CAN 1 | JPN NC | 50    | 1r      | 5         |
| 1967 | 350 cc    | Honda          |        | GER 1  |        | IOM 1  | DTT 1  |        | DDR 1  | CZE 1 |        | ULS -  | NAT -  |       | JPN 1  | 40    | 1r      | 6         |
| 1967 | 500 cc    | Honda          |        | GER NC |        | IOM 1  | DTT 1  | BEL 2  | DDR NC | CZE 1 | FIN NC | ULS 1  | NAT 2  | CAN 1 |        | 46    | 2n      | 5         |

## Resultats a la Fórmula 1
| Any  | Equip                        | Xassís        | Motor  | 1       | 2       | 3       | 4       | 5       | 6       | 7       | 8       | 9       | 10      | 11     | 12     | 13    | 14    | 15      | Posició | Pts. |
| ---- | ---------------------------- | ------------- | ------ | ------- | ------- | ------- | ------- | ------- | ------- | ------- | ------- | ------- | ------- | ------ | ------ | ----- | ----- | ------- | ------- | ---- |
| 1963 | Reg Parnell Racing           | Lotus 24      | Climax | MON     | BEL     | NED     | FRA     | GBR 8   | GER     |         |         |         |         |        |        |       |       |         | NC      | 0    |
| 1963 | Reg Parnell Racing           | Lola Mk4      | Climax |         |         |         |         |         |         | ITA 10  | USA     | MEX     | RSA     |        |        |       |       |         | NC      | 0    |
| 1964 | Reg Parnell Racing           | Lotus 25      | BRM    | MON 6   | NED 12  | BEL     | FRA 8   | GBR Ret | GER Ret | AUT 8   | ITA Ret | USA 8   | MEX 16  |        |        |       |       |         | 21è     | 1    |
| 1965 | Reg Parnell Racing           | Lotus 25      | BRM    | RSA     | MON Ret | BEL     | FRA     | GBR     | NED     | GER     | ITA     | USA     | MEX     |        |        |       |       |         | NC      | 0    |
| 1971 | Team Surtees                 | Surtees TS9   | Ford   | RSA     | ESP     | MON     | NED     | FRA     | GBR     | GER     | AUT     | ITA 4   | CAN     | USA 15 |        |       |       |         | 18è     | 3    |
| 1972 | Brooke Bond Oxo Team Surtees | Surtees TS9B  | Ford   | ARG     | RSA Ret | ESP Ret | MON Ret | BEL 4   | FRA 6   | GBR Ret | GER Ret | AUT 4   | ITA 2   | CAN    | USA 17 |       |       |         | 8è      | 13   |
| 1973 | Brooke Bond Oxo Team Surtees | Surtees TS14A | Ford   | ARG Ret | BRA Ret | RSA Ret | ESP Ret | BEL Ret | MON 8   | SWE Ret | FRA Ret | GBR Ret | NED Ret | GER 14 | AUT 10 | ITA 7 | CAN 9 | USA Ret | NC      | 0    |
| 1974 | Yardley Team McLaren         | McLaren M23   | Ford   | ARG 4   | BRA 5   | RSA 3   | ESP 9   | BEL 7   | MON Ret | SWE Ret | NED 4   | FRA 7   | GBR Ret | GER 15 | AUT    | ITA   | CAN   | USA     | 11è     | 12   |